# Emil Vinjebo
Emil Nygaard Vinjebo, né le 24 mars 1994 à Gadstrup (en), est un coureur cycliste danois.

## Palmarès et résultats

### Palmarès par année
- 2011
  -  Champion du Danemark du contre-la-montre par équipes juniors
- 2012
  - Ster van Zuid-Limburg
  - 2e étape du Sint-Martinusprijs Kontich (contre-la-montre par équipes)
  - 1re étape du Rothaus Regio-Tour (contre-la-montre par équipes)
- 2013
  - 3e du championnat du Danemark du contre-la-montre par équipes
- 2017
  -  Champion du Danemark du contre-la-montre par équipes
  - 2e de l'Okolo Jižních Čech
- 2018
  - 4e étape du Tour du Loir-et-Cher
  - 2e du Tour du Loir-et-Cher
  - 2e du Himmerland Rundt
  - 2e du championnat du Danemark du contre-la-montre par équipes
  - 2e du Duo normand (avec Casper Folsach)
- 2019
  -  Champion du Danemark du contre-la-montre par équipes
  - 3e du Tro Bro Leon

### Classements mondiaux
| Année                                 | 2015  | 2016  | 2017  | 2018 | 2019 | 2020  | 2021  | 2022  | 2023  |
| ------------------------------------- | ----- | ----- | ----- | ---- | ---- | ----- | ----- | ----- | ----- |
| Classement mondial                    |       | 1216e | 1195e | 305e | 517e | 1073e | 2339e | 2288e | 1858e |
| UCI Europe Tour                       | 1218e | 837e  | 775e  | 158e | 395e | 834e  | 1561e | 1436e | nc    |
|                                       |       |       |       |      |      |       |       |       |       |
| Légende : nc = non classéSource : UCI |       |       |       |      |      |       |       |       |       |